# Courcouronnes
Courcouronnes is een plaats en voormalige gemeente in het Franse departement Essonne in de regio Île-de-France en telt 13.954 inwoners (1999). De plaats maakt deel uit van het arrondissement Évry.

## Geschiedenis
De gemeente vormde tussen 1983 en 2001 met Bondoufle, Évry en Lisses een zogenaamde ville nouvelle. 
Courcouronnes was onderdeel van het kanton Évry-Nord tot dit op 22 maart 2015 werd opgeheven en met Courcouronnes en de buurgemeente Évry het huidige kanton Évry werd gevormd. Op 1 januari 2019 fuseerde deze gemeenten tot de commune nouvelle Évry-Courcouronnes.

## Geografie
De oppervlakte van Courcouronnes bedraagt 4,4 km², de bevolkingsdichtheid is 3171,4 inwoners per km².
De onderstaande kaart toont de ligging van Courcouronnes met de belangrijkste infrastructuur en aangrenzende gemeenten.

## Demografie
Onderstaande figuur toont het verloop van het inwonertal (bron: INSEE-tellingen).

## Geboren
- Medhi Benatia (1987), Marokkaans-Frans voetballer
- Yohann Thuram (1988), voetballer
- Elye Wahi (2003), voetballer